# Adolf Bonnier
Adolf Bonnier, född 3 maj 1806 i Köpenhamn, och död 31 mars 1867 i Stockholm, var en svensk bokförläggare, son till bokhandlaren och förläggaren Gerhard Bonnier, och bror till Albert Bonnier och David Felix Bonnier.
Adolf Bonnier kom 1827 från Köpenhamn till Göteborg, där han samma år öppnade en bokhandel som han drev 1827 – 45. 1829 flyttade han till Stockholm, där han även öppnade en bokhandel samma år på Storkyrkobrinken, som snabbt blev framgångsrik. 1839 flyttade han sin verksamhet till den nybyggda Bazaren å Norrbro, och hans bokhandel blev snabbt en av stadens populäraste mötesplatser. Från 1849 var Bonnier även verksam som akademibokhandlare i Uppsala.
Bonnier började 1832 även förlagsverksamhet, och utgav bland annat upplagor av Carl Michael Bellman, Karl August Nicander (som även bodde hos Bonnier under sina sista levnadsår), Johan Olof Wallin och Wilhelm von Braun. Förlaget fortsattes i Adolfs namn av sonen Isidor Bonnier fram till 1904.
Bonnier har även gjort värdefulla forskningar i svensk bokhandelshistoria.